# 1. Fußball-Club Magdeburg 2010-2011
Questa voce raccoglie le informazioni riguardanti il 1. Fußball-Club Magdeburg nelle competizioni ufficiali della stagione 2010-2011.

## Stagione
Nella stagione 2010-2011 il Magdeburgo, allenato da Ruud Kaiser e Wolfgang Sandhowe, concluse il campionato di Regionalliga nord al 12º posto.

## Rosa
| N. |                        | Ruolo | Calciatore           |
| -- | ---------------------- | ----- | -------------------- |
| 1  | Germania (bandiera)    | P     | Matthias Tischer     |
| 2  | Germania (bandiera)    | D     | Rainer Müller        |
| 3  | Germania (bandiera)    | D     | Sebastian Sumelka    |
| 4  | Germania (bandiera)    | D     | Daniel Halke         |
| 5  | Germania (bandiera)    | D     | Philip Saalbach      |
| 6  | Germania (bandiera)    | C     | Tobias Becker        |
| 7  | Filippine (bandiera)   | A     | Denis Wolf           |
| 8  | Germania (bandiera)    | C     | Manuel Stiefel       |
| 9  | Croazia (bandiera)     | A     | Marko Verkic         |
| 10 | Paesi Bassi (bandiera) | C     | Marvin Wijks         |
| 11 | Germania (bandiera)    | C     | Maik Koschwitz       |
| 11 | Brasile (bandiera)     | A     | Guilherme dos Santos |
| 12 | Germania (bandiera)    | P     | Christian Beer       |
| 13 | Germania (bandiera)    | C     | Moritz Instenberg    |

| N. |                     | Ruolo | Calciatore             |
| -- | ------------------- | ----- | ---------------------- |
| 14 | Germania (bandiera) | C     | Maik Georgi            |
| 15 | Germania (bandiera) | C     | Tobias Scharlau        |
| 16 | Germania (bandiera) | C     | Gino Krumnow           |
| 17 | Germania (bandiera) | D     | Christof Köhne         |
| 18 | Germania (bandiera) | A     | Daniel Ujazdowski      |
| 19 | Germania (bandiera) | D     | Stephan Neumann        |
| 20 | Germania (bandiera) | C     | Daniel Bauer           |
| 22 | Germania (bandiera) | C     | Patrick Bartsch        |
| 23 | Germania (bandiera) | D     | Tobias Friebertshäuser |
| 24 | Germania (bandiera) | C     | Marcel Brendel         |
| 24 | Germania (bandiera) | C     | Kosta Rodrigues        |
| 28 | Germania (bandiera) | A     | Shergo Biran           |
| 30 | Germania (bandiera) | P     | Franco Flückiger       |

## Organigramma societario
Area tecnica
- Allenatore: Wolfgang Sandhowe
- Allenatore in seconda: Mario Middendorf
- Preparatore dei portieri:
- Preparatori atletici:
- Analisi video:

## Calciomercato

### Sessione estiva
| Acquisti | Acquisti          | Acquisti                 | Acquisti |
| R.       | Nome              | da                       | Modalità |
| -------- | ----------------- | ------------------------ | -------- |
| C        | Tobias Becker     | Chemnitz                 |          |
| D        | Daniel Halke      | Eintracht Francoforte II |          |
| D        | Rainer Müller     | Babelsberg               |          |
| D        | Philip Saalbach   | Germania Halberstadt     |          |
| C        | Tobias Scharlau   | Germania Schöneiche      |          |
| C        | Manuel Stiefel    | VfB Auerbach             |          |
| D        | Sebastian Sumelka | Jong Twente              |          |
| A        | Eddy Vorm         | RKC Waalwijk             |          |
| C        | Marvin Wijks      | Haarlem                  |          |

| Cessioni | Cessioni          | Cessioni           | Cessioni |
| R.       | Nome              | a                  | Modalità |
| -------- | ----------------- | ------------------ | -------- |
| A        | Deniz Sığa        | Rot-Weiß Erfurt    |          |
| D        | Silvio Bankert    | Chemnitz           |          |
| C        | Fabian Falkenberg | Magdeburgo U19     |          |
| A        | Lars Fuchs        | Hannover 96 II     |          |
| D        | Andreas Gaebler   | SV Wilhelmshaven   |          |
| D        | Henrik Gallien    | Magdeburgo II      |          |
| D        | René Gewelke      | Chemnitz           |          |
| D        | Fabian Jahnel     | Magdeburgo II      |          |
| C        | Robert Löw        | Magdeburgo II      |          |
| A        | Daniel Ujazdowski | Energie Cottbus II |          |
| A        | Radovan Vujanović | Hansa Rostock      |          |
| C        | Maximilian Watzka | RB Lipsia          |          |

### Sessione invernale
| Acquisti | Acquisti       | Acquisti      | Acquisti |
| R.       | Nome           | da            | Modalità |
| -------- | -------------- | ------------- | -------- |
| A        | Shergo Biran   | Dinamo Dresda |          |
| C        | Marcel Brendel | Neustrelitz   |          |

| Cessioni | Cessioni  | Cessioni        | Cessioni |
| R.       | Nome      | a               | Modalità |
| -------- | --------- | --------------- | -------- |
| A        | Eren Sen  | Mersin İ. Yurdu |          |
| A        | Eddy Vorm | FC Breukelen    |          |

## Risultati

### Regionalliga

#### Girone di andata
| Arbitro: | Schriever |

|  |           |               |
|  | Marcatori | 63’, 74’ Wolf |

| Arbitro: | Wijnen |

|             |           |                |
| Stiefel 50’ | Marcatori | 10’ Ben-Hatira |

| Arbitro: | Jablonski |

|  |           |                                      |
|  | Marcatori | 5’ (aut.) Fossi 17’ Stiefel 69’ Wolf |

| Arbitro: | Wessel |

|                  |           |  |
| Bauer 52’ (rig.) | Marcatori |  |

| Arbitro: | Gräfe |

|                    |           |            |
| Rost 65’ Frahn 67’ | Marcatori | 89’ Verkic |

| Arbitro: | Hofmann |

|         |           |                          |
| Vorm 6’ | Marcatori | 51’ Könnecke 59’ Khalifa |

| Arbitro: | Beitinger |

|                          |           |         |
| Zimmermann 25’, 44’, 52’ | Marcatori | 57’ Sen |

| Arbitro: | Rohde |

|                  |           |                           |
| Bauer 83’ (rig.) | Marcatori | 11’ Neuendorf 64’ Morales |

| Arbitro: | Völk |

|                        |           |  |
| Krieger 51’ Miatke 90’ | Marcatori |  |

| Arbitro: | Ide |

|              |           |  |
| Wolf 3’, 39’ | Marcatori |  |

| Arbitro: | Cortus |

|  |           |                      |
|  | Marcatori | 61’ Köhne 71’ Georgi |

| Arbitro: | Stein |

|            |           |                                                      |
| Verkic 35’ | Marcatori | 2’, 86’ Förster 28’, 78’ Dobrý 59’ Wilke 82’ Richter |

| Arbitro: | Giese |

|                                  |           |                                  |
| Kaya 64’ Ney 67’ Tunc 79’ (rig.) | Marcatori | 49’ Georgi 55’, 86’ (rig.) Bauer |

| Arbitro: | Steinhaus-Webb |

|            |           |            |
| Verkic 83’ | Marcatori | 76’ Dikmen |

| Arbitro: | Schmitz |

|                    |           |  |
| Neumann 23’ (aut.) | Marcatori |  |

| Arbitro: | Frömel |

|             |           |                           |
| Stiefel 50’ | Marcatori | 30’ Beil 34’ (rig.) Fuchs |

| Arbitro: | Helwig |

|  |           |           |
|  | Marcatori | 83’ Köhne |

#### Girone di ritorno
| Arbitro: | Schriever |

|  |           |                         |
|  | Marcatori | 45’ Henning 61’ Landerl |

| Arbitro: | Schmickartz |

|                      |           |  |
| Ofosu 55’ Kelbel 90’ | Marcatori |  |

| Arbitro: | Wiatrek |

|          |           |            |
| Wolf 62’ | Marcatori | 13’ Wegner |

| Brema 20 febbraio 2011, ore 13:30 CET 21ª giornata | Oberneuland | 0 – 0 referto | Magdeburgo | Sportpark Am Vinnenweg (539 spett.)\| Arbitro: \| Heitmann \| |
| Arbitro:                                           | Heitmann    |               |            |                                                               |

| Arbitro: | Siebert |

|                       |           |           |
| Neumann 30’ Wijks 46’ | Marcatori | 15’ Frahn |

| Wolfsburg 5 marzo 2011, ore 13:00 CET 23ª giornata | Wolfsburg II | 0 – 0 referto | Magdeburgo | VfL-Stadion am Elsterweg (1 000 spett.)\| Arbitro: \| Unger \| |
| Arbitro:                                           | Unger        |               |            |                                                                |

| Arbitro: | Stegemann |

|  |           |                           |
|  | Marcatori | 72’ Schröder 90’ Bachmann |

| Arbitro: | Athanassiadis |

|                      |           |  |
| Boyd 84’ Morales 90’ | Marcatori |  |

| Magdeburgo 3 aprile 2011, ore 13:30 CEST 26ª giornata | Magdeburgo | 0 – 0 referto | Energie Cottbus II | MDCC-Arena (3 283 spett.)\| Arbitro: \| Jablonski \| |
| Arbitro:                                              | Jablonski  |               |                    |                                                      |

| Arbitro: | Skorczyk |

|           |           |            |
| Riese 43’ | Marcatori | 34’ Verkic |

| Arbitro: | Gagelmann |

|           |           |                         |
| Köhne 25’ | Marcatori | 15’, 20’ David 77’ Mast |

| Arbitro: | Valentin |

|                                                 |           |  |
| Richter 8’ (rig.) Förster 12’ Garbuschewski 70’ | Marcatori |  |

| Arbitro: | Dietz |

|               |           |                        |
| Koschwitz 90’ | Marcatori | 24’ Tozlu 70’ Beismann |

| Arbitro: | Schwegler |

|  |           |          |
|  | Marcatori | 54’ Wolf |

| Arbitro: | Thomsen |

|                                               |           |                               |
| Bauer 24’ (rig.) Friebertshäuser 80’ Wolf 85’ | Marcatori | 52’ (rig.) Meier 75’ Latowski |

| Arbitro: | Fischer |

|  |           |                                       |
|  | Marcatori | 1’ (aut.) Hofmann 40’ Georgi 83’ Wolf |

| Arbitro: | Schößling |

|                                         |           |  |
| Friebertshäuser 56’ T.Becker 74’ (rig.) | Marcatori |  |

## Statistiche

### Statistiche di squadra
| Competizione      | Punti | In casa | In casa | In casa | In casa | In casa | In casa | In trasferta | In trasferta | In trasferta | In trasferta | In trasferta | In trasferta | Totale | Totale | Totale | Totale | Totale | Totale | DR |
| Competizione      | Punti | G       | V       | N       | P       | Gf      | Gs      | G            | V            | N            | P            | Gf           | Gs           | G      | V      | N      | P      | Gf     | Gs     | DR |
| ----------------- | ----- | ------- | ------- | ------- | ------- | ------- | ------- | ------------ | ------------ | ------------ | ------------ | ------------ | ------------ | ------ | ------ | ------ | ------ | ------ | ------ | -- |
| Regionalliga nord | 41    | 17      | 5       | 4       | 8       | 19      | 27      | 17           | 6            | 4            | 7            | 18           | 19           | 34     | 11     | 8      | 15     | 37     | 46     | -9 |
| Totale            | 41    | 17      | 5       | 4       | 8       | 19      | 27      | 17           | 6            | 4            | 7            | 18           | 19           | 34     | 11     | 8      | 15     | 37     | 46     | -9 |

### Andamento in campionato
| Giornata  | 1 | 2 | 3 | 4 | 5 | 6 | 7 | 8  | 9  | 10 | 11 | 12 | 13 | 14 | 15 | 16 | 17 | 18 | 19 | 20 | 21 | 22 | 23 | 24 | 25 | 26 | 27 | 28 | 29 | 30 | 31 | 32 | 33 | 34 |
| --------- | - | - | - | - | - | - | - | -- | -- | -- | -- | -- | -- | -- | -- | -- | -- | -- | -- | -- | -- | -- | -- | -- | -- | -- | -- | -- | -- | -- | -- | -- | -- | -- |
| Luogo     | T | C | T | C | T | C | T | C  | T  | C  | T  | C  | T  | C  | T  | C  | T  | C  | T  | C  | T  | C  | T  | C  | T  | C  | T  | C  | T  | C  | T  | C  | T  | C  |
| Risultato | V | N | V | V | P | P | P | P  | P  | V  | V  | P  | N  | N  | P  | P  | V  | P  | P  | N  | N  | V  | N  | P  | P  | N  | N  | P  | P  | P  | V  | V  | V  | V  |
| Posizione | 1 | 4 | 3 | 1 | 2 | 7 | 8 | 11 | 13 | 10 | 9  | 12 | 11 | 12 | 12 | 14 | 11 | 12 | 13 | 13 | 14 | 12 | 13 | 14 | 14 | 14 | 14 | 14 | 14 | 14 | 14 | 14 | 14 | 12 |

Legenda:

Luogo: C = Casa; T = Trasferta. Risultato: V = Vittoria; N = Pareggio; P = Sconfitta.

### Statistiche dei giocatori
| P. Bartsch         | 4  | 0 | 0 | 0 |
| D. Bauer           | 23 | 5 | 7 | 0 |
| T. Becker          | 33 | 1 | 3 | 1 |
| C. Beer            | 0  | 0 | 0 | 0 |
| S. Biran           | 10 | 0 | 2 | 0 |
| M. Brendel         | 2  | 0 | 1 | 0 |
| F. Flückiger       | 1  | 0 | 0 | 0 |
| T. Friebertshäuser | 20 | 2 | 4 | 1 |
| M. Georgi          | 29 | 3 | 1 | 0 |
| T. Girke           | 0  | 0 | 0 | 0 |
| C. Gropius         | 0  | 0 | 0 | 0 |
| D. Halke           | 29 | 0 | 9 | 2 |
| M. Instenberg      | 16 | 0 | 3 | 0 |
| M. Koschwitz       | 1  | 1 | 1 | 0 |
| G. Krumnow         | 1  | 0 | 0 | 0 |
| C. Köhne           | 21 | 3 | 3 | 0 |
| R. Müller          | 21 | 0 | 2 | 0 |
| S. Neumann         | 26 | 1 | 5 | 0 |
| K. Rodrigues       | 16 | 0 | 2 | 0 |
| P. Saalbach        | 13 | 0 | 4 | 0 |
| G. Santos          | 0  | 0 | 0 | 0 |
| T. Scharlau        | 15 | 0 | 2 | 0 |
| E. Sen             | 7  | 1 | 0 | 0 |
| M. Stiefel         | 19 | 3 | 1 | 0 |
| S. Sumelka         | 22 | 0 | 2 | 1 |
| M. Tischer         | 34 | 0 | 0 | 0 |
| D. Ujazdowski      | 9  | 0 | 0 | 0 |
| M. Verkic          | 24 | 4 | 1 | 1 |
| E. Vorm            | 12 | 1 | 1 | 0 |
| M. Wijks           | 28 | 1 | 0 | 0 |
| D. Wolf            | 32 | 9 | 1 | 0 |